# Marie-Geneviève Favart
Pour l’article homonyme, voir Favart.
Marie Geneviève Favart, de son nom de naissance Marie Geneviève Bellot, dite aussi à tort Maurice Geneviève Favart, est une artiste peintre, pastelliste et miniaturiste française née à Paris vers 1753 et morte dans la même ville le 21 juin 1833.

## Biographie
Marie-Geneviève Favart meurt le 21 juin 1833 à son domicile parisien du 21, rue Coquenard et est inhumée le lendemain au cimetière de Montmartre,.

## Galerie

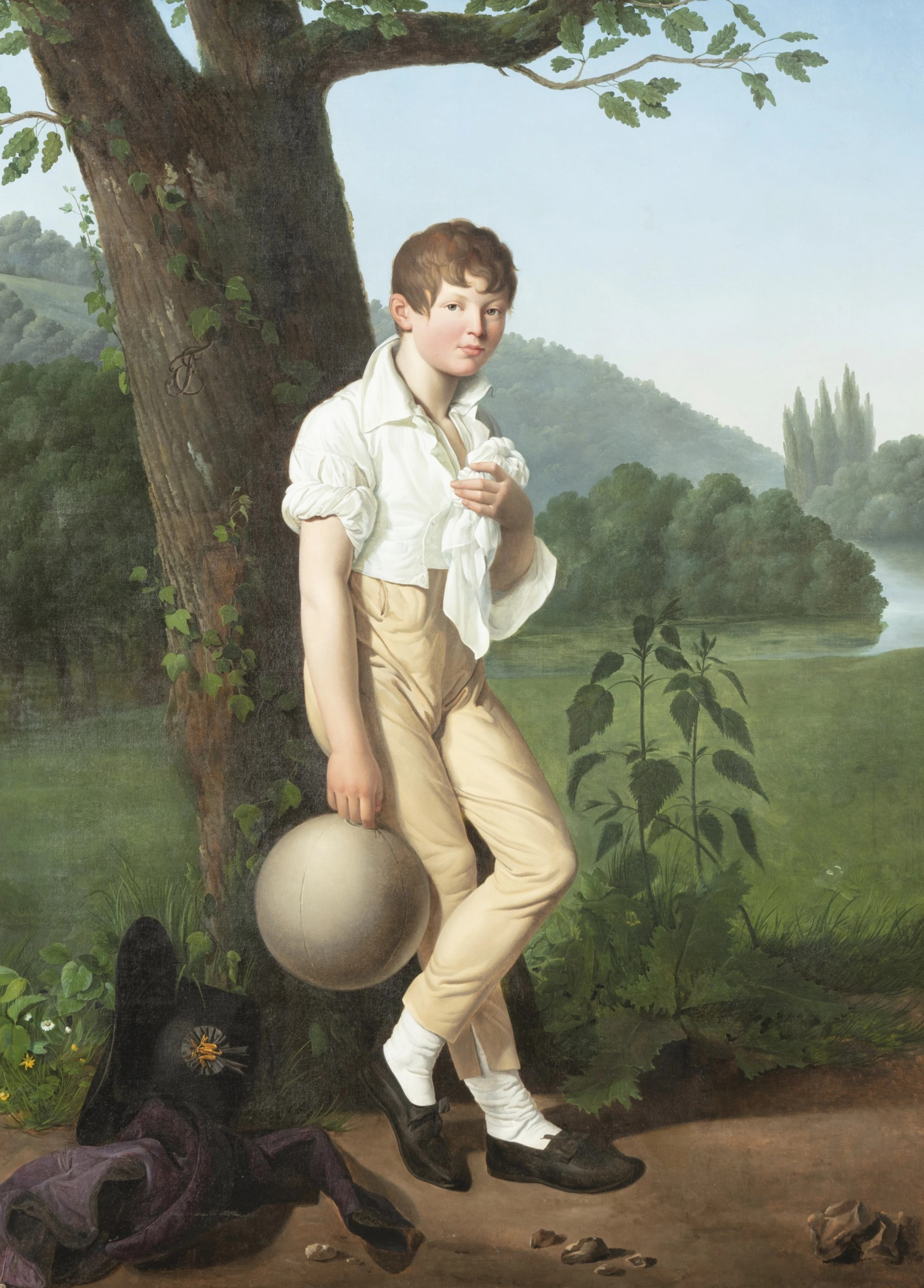
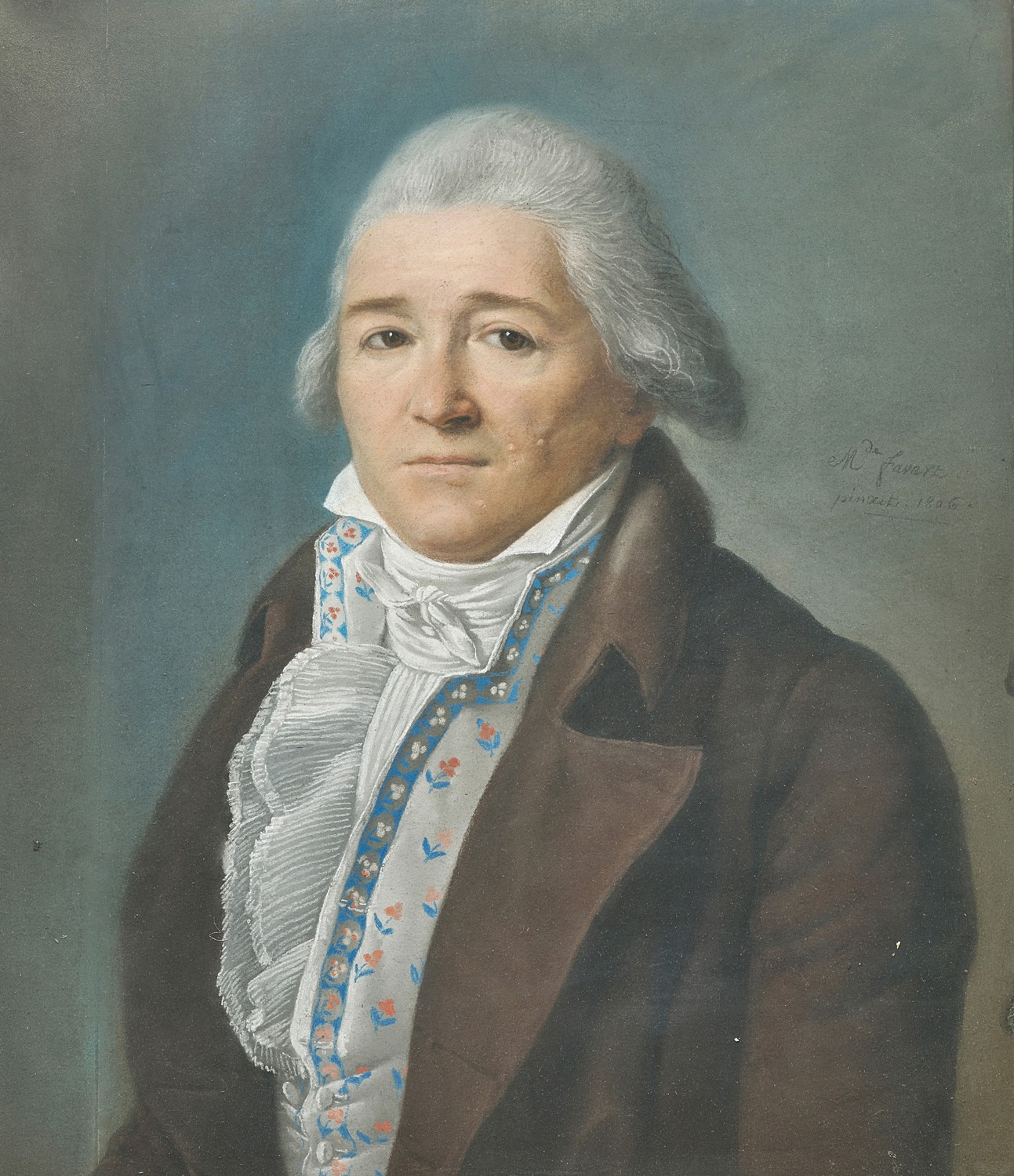
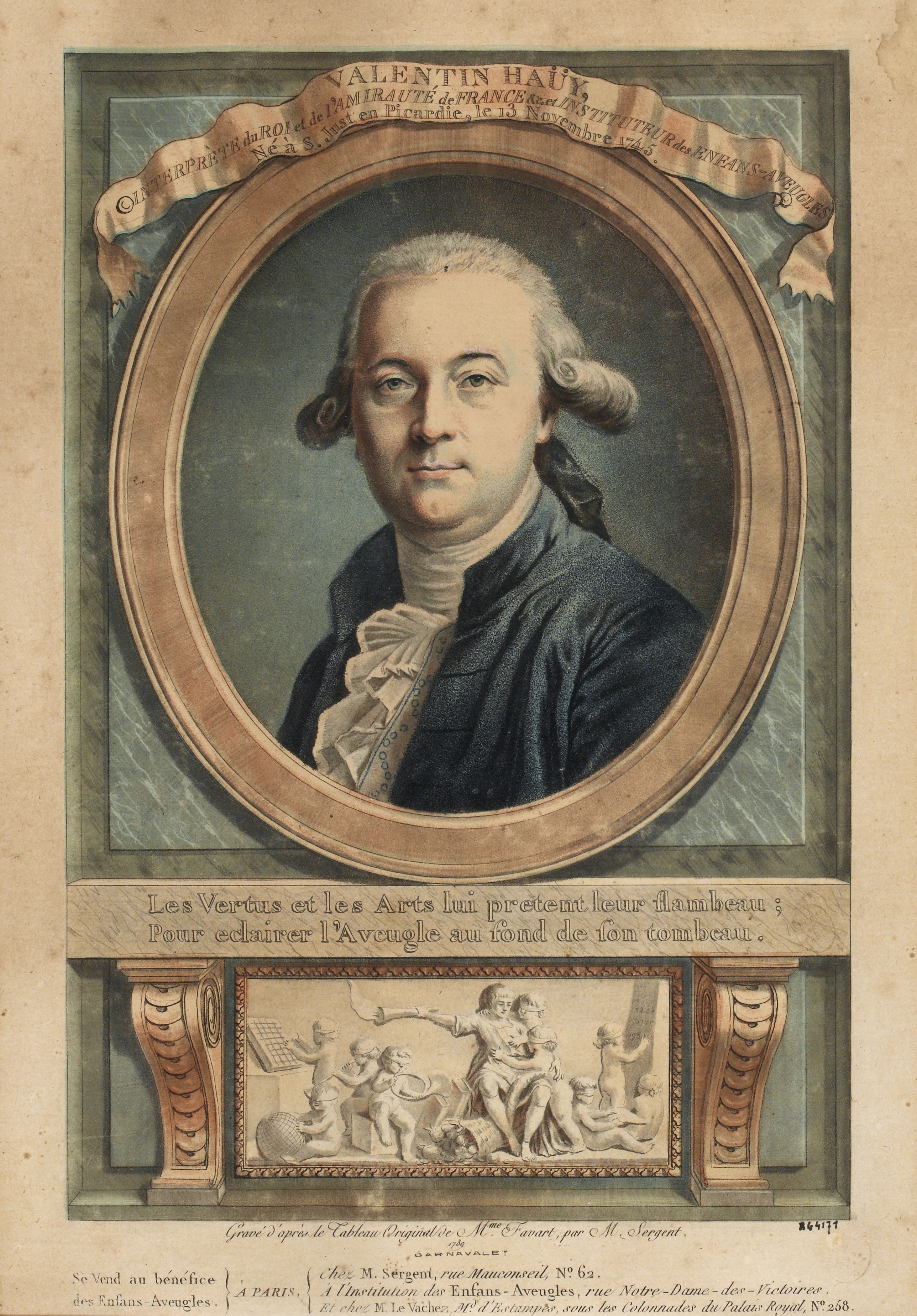
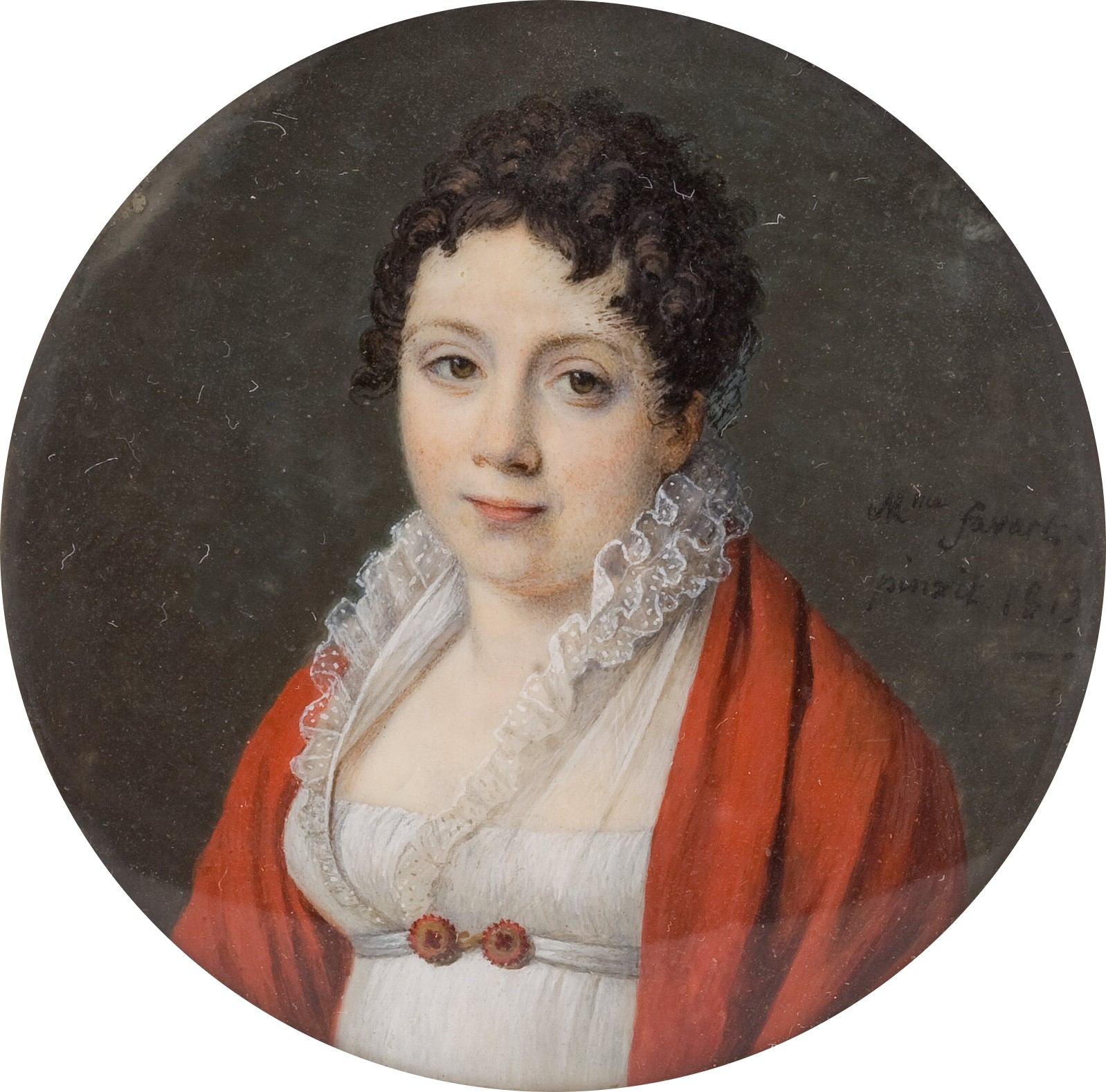